# Matthieu Ladagnous
Matthieu Ladagnous (* 12. Dezember 1984 in Pau) ist ein französischer Radrennfahrer.

## Karriere
Ladagnous war zunächst vor allem im Bahnradsport erfolgreich. Als Juniorenfahrer wurde er 2001 europäischer Meister und 2002 Weltmeister im Madison. Im Erwachsenenbereich gewann er mehrere französischer Meistertitel in den Disziplinen Einerverfolgung, Mannschaftsverfolgung und Madison. Er vertrat sein Land bei den Olympischen Spielen 2004 und 2008 und belegte in der Mannschaftsverfolgung 2004 Rang 7 und 2008 Rang 8 sowie 2008 im Madison 2004 Rang 7.
Nachdem Ladagnous auf der Straße 2005 das U23-Etappenrennen Mainfranken-Tour inklusive des Prologs gewonnen hatte, schloss er sich 2006 dem UCI ProTeam La Française des Jeux an. Sein erster internationaler Elitesieg auf der Straße war ein Etappensieg bei der Mittelmeer-Rundfahrt 2006. In den nächsten Jahren gewann er weitere internationale Straßenrennen, darunter als seine bedeutendsten Siege die Gesamtwertung der Vier Tage von Dünkirchen 2007 sowie ein Etappenerfolg bei der Tour de Wallonie 2011, zwei Rennen der hors categorie. Seinen letzten Einzelerfolg erzielte er mit dem Gewinn der dritten Etappe der Tour du Limousin 2013. Von 2007 bis 2020 nahm er insgesamt 14 mal an einer Grand Tour teil, beste Platzierung in der Gesamtwertung war der 63. Platz bei der Vuelta a España 2009, bestes Etappenergebnis ein fünfter Platz auf der zweiten Etappe der Tour de France 2010.
Nach 18 Jahren ununterbrochener Zugehörigkeit zum Team FDJ beendete Ladagnous nach der Saison 2023 im Alter von 38 Jahren seine Karriere als Radrennfahrer.

## Erfolge
| 2001 - Europameister – Madison (Junioren) 2002 - – Weltmeister – Madison (Junioren) - Französischer Meister – Einerverfolgung und Mannschaftsverfolgung (Junioren) 2003 - Europameister – Madison (U23) - Französischer Meister – Punktefahren und Mannschaftsverfolgung 2004 - Französischer Meister – Mannschaftsverfolgung und Madison - Französischer Meister – Einerverfolgung und Mannschaftsverfolgung (U23) 2005 - Französischer Meister – Mannschaftsverfolgung 2006 - Französischer Meister – Mannschaftsverfolgung 2011 - Französischer Meister – Einerverfolgung | 2005 - Gesamtwertung und Prolog Mainfranken-Tour 2006 - eine Etappe Mittelmeer-Rundfahrt 2007 - Gesamtwertung und eine Etappe Vier Tage von Dünkirchen 2009 - Gesamtwertung und eine Etappe La Tropicale Amissa Bongo - Polynormande 2011 - eine Etappe Tour de Wallonie - zwei Etappen Tour du Limousin 2013 - Boucles de l’Aulne - eine Etappe Tour du Limousin 2016 - Mannschaftszeitfahren Mittelmeer-Rundfahrt |

## Grand-Tour-Platzierungen
| Grand Tour            | 2007 | 2008 | 2009 | 2010 | 2011 | 2012 | 2013 | 2014 | 2015 | 2016 | 2017 | 2018 | 2019 | 2020 |
| --------------------- | ---- | ---- | ---- | ---- | ---- | ---- | ---- | ---- | ---- | ---- | ---- | ---- | ---- | ---- |
| Giro d’ItaliaGiro     | –    | –    | –    | –    | –    | –    | –    | –    | –    | –    | 97   | DNF  | –    | –    |
| Tour de FranceTour    | 112  | –    | –    | 93   | –    | 85   | –    | 76   | 71   | DNF  | –    | –    | 126  | 94   |
| Vuelta a EspañaVuelta | –    | 89   | 63   | –    | –    | –    | –    | –    | –    | 98   | –    | –    | –    | DNF  |